# John Graham Chambers
John Graham Chambers (* 12. Februar 1843 in Carmarthenshire, Wales; † 4. März 1883 in London) war ein britischer Sportfunktionär.
Er konnte den Marquess of Queensberry, John Sholto Douglas, den er im Magdalene College der University of Cambridge kennengelernt hatte, 1867 dazu gewinnen, seinen Namen für einen von Graham zusammengestellten Satz von Regelveränderungen im Boxsport zur Verfügung zu stellen. Diese Regeln wurden als Queensberry-Regeln bekannt und stellen den Kern der auch heute noch gültigen Boxregeln dar.
Ferner war er für die Rudermannschaft von Cambridge als Athlet und Trainer tätig und gründete den britischen Amateursportverband.
1990 wurde Chambers in die International Boxing Hall of Fame aufgenommen.